# 尖吻舌鰨
尖吻舌鰨為輻鰭魚綱鰈形目鰨亞目舌鰨科的其中一種，為深海魚類，分布於西印度洋紅海及亞丁灣海域，棲息深度220-1425公尺，體長可達25公分，棲息在沙底質底層水域，以底棲生物為食，生活習性不明。

## 扩展阅读
維基物種上的相關：尖吻舌鰨